# Amit Luthra
Amit Krishan Luthra (Nuova Delhi, 5 settembre 1960) è un golfista indiano che ha guidato la squadra di golf del suo paese per oltre 20 anni.
Luthra rappresentò l'India ai Giochi Asiatici del 1982, dove fece parte della squadra che vinse la medaglia d'oro. Ha ricevuto anche il premio Arjuna e di recente ha vinto il campionato di golf a Pehelgam, in India.

## Contesto e famiglia
Luthra è nato a Nuova Delhi, in India. Suo padre era un appassionato giocatore di golf che prestò servizio nell'aeronautica militare indiana. Luthra iniziò a giocare a golf in tenera età a Kanpur con il padre e i fratelli, dove c'era la possibilità di accedere a campi da golf.

## La Fondazione del Golf
Luthra ha fondato e dirige "The Golf Foundation" in India, che aiuta i bambini svantaggiati. Ha anche insegnato a giovani golfisti, tra cui Ashok Kumar, Rashid Khan e Shubham Jaglan.

## Palmarès
- Giochi asiatici: 1
 Oro a Nuova Delhi 1982 (team)